# Hello Fucktopia
Hello Fucktopia, sous-titré Un vrai conte de fées, est un album de bande dessinée français de Souillon édité en novembre 2014 par Ankama Éditions. L'album, ayant une certaine portée autobiographique (tout comme pour la série du même auteur Maliki), présente l'histoire de Mali, une étudiante en arts qui emménage sur Paris, ladite « Fucktopia ».
L'album ressort en version noir et blanc et crayonné (Painted Black edition) le 20 novembre 2015, avec un nouvel épilogue. Cet épilogue sort le même mois en numérique, sous le nom de Goodbye Fucktopia.